# Diocèse de Sapporo

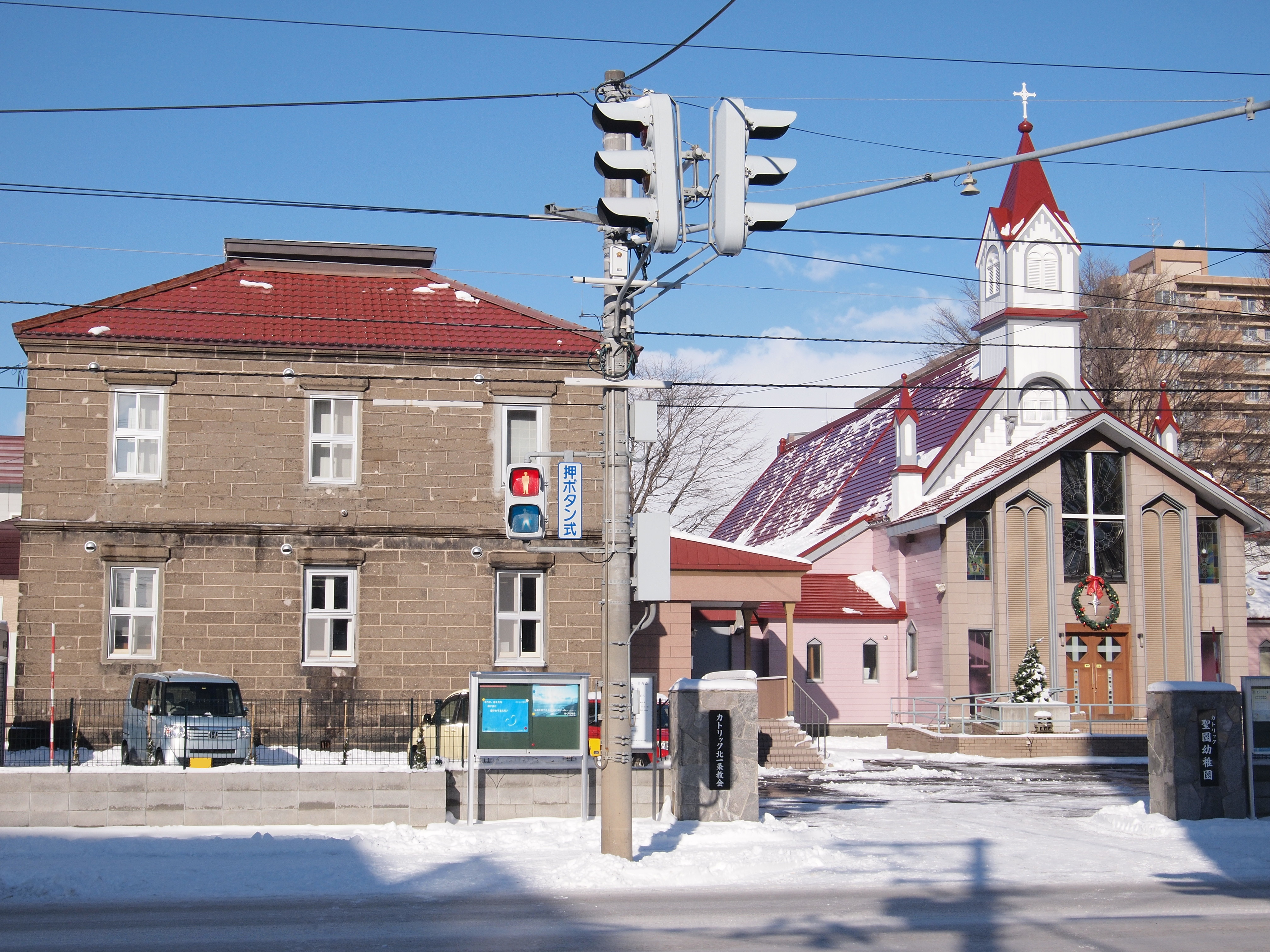
Vue de la petite cathédrale des Anges-Gardiens.

Le  diocèse de Sapporo est un siège épiscopal de l'Église catholique au Japon, suffragant de l'archidiocèse de Tokyo. En 2014, le diocèse comptait 16 919 baptisés pour 5 441 621 habitants. Il est tenu par Mgr Bernard Taiji Katsuya.

## Territoire
Le diocèse comprend la préfecture d'Hokkaidō.
Le siège est à Sapporo où se trouve la petite cathédrale des Saints-Anges-Gardiens.
Le territoire est subdivisé en 61 paroisses.

## Histoire
La préfecture apostolique de Sapporo est érigée le 12 février 1915 recevant son territoire du diocèse d'Hakodaté (aujourd'hui diocèse de Sendai).
Le 30 mars 1929, elle est élevée au rang de vicariat apostolique par la bulle Ad animorum de Pie XI.
Le 18 juillet 1932, il cède une portion de territoire à l'avantage de la mission sui juris de Karafuto, aujourd'hui préfecture apostolique d'Ioujno-Sakhalinsk.
Le 11 novembre 1952, il est élevé au rang de diocèse par la bulle Iis Christi verbis de Pie XII.

## Ordinaires
- Wenceslaus Kinold OFM, 13 avril 1915-décembre 1940
- sede vacante 1940-1952
- Benedictus Takahiko Komizawa, 11 décembre 1952-3 octobre 1987
- Petrus Toshio Jinushi, 3 octobre 1987-17 novembre 2009
- sede vacante, 2009-2013
- Bernard Taiji Katsuya, depuis le 22 juin 2013

## Statistiques
En 2014, le diocèse comptait 16 919 baptisés pour 5 441 621 habitants (0,3%), 58 prêtres dont 38 réguliers, 62 religieux et 277 religieuses dans 61 paroisses. 